# Prova de Amor (álbum)
Prova de Amor é o sétimo álbum de estúdio da cantora brasileira Angela Ro Ro, lançado em 1988 pelo Estúdio Eldorado.

## Faixas
| Lado A         |                          |                        |          |  |
| N.º            | Título                   | Compositor(es)         | Duração  |  |
| 1.             | "Foto Kirlian"           | Angela Ro Ro           | 3:57     |  |
| 2.             | "Sempre uma Dose a Mais" | Bernardo Vilhena Lobão | 3:43     |  |
| 3.             | "Viciado em Regras"      | Aleph D. Clic Ro Ro    | 4:08     |  |
| 4.             | "Funk do Negão"          | Ro Ro Ari Mendes       | 4:00     |  |
| 5.             | "Cadê?"                  | Ro Ro                  | 3:25     |  |
| Duração total: | Duração total:           | Duração total:         | 00:19:13 |  |

| Lado B         |                             |                              |          |  |
| N.º            | Título                      | Compositor(es)               | Duração  |  |
| 1.             | "Meu Benzinho"              | Ro Ro                        | 5:17     |  |
| 2.             | "How Green Was Your Monkey" | Tavinho Paes Arnaldo Brandão | 4:58     |  |
| 3.             | "Rockaby"                   | Ro Ro                        | 4:00     |  |
| 4.             | "Karma Secular"             | Ro Ro                        | 3:25     |  |
| 5.             | "Prova de Amor"             | Ro Ro                        | 1:36     |  |
| Duração total: | Duração total:              | Duração total:               | 00:19:16 |  |